# Habenaria samoensis
Habenaria samoensis är en orkidéart som beskrevs av Ferdinand von Mueller och Friedrich Fritz Wilhelm Ludwig Kraenzlin. Habenaria samoensis ingår i släktet Habenaria och familjen orkidéer. Inga underarter finns listade i Catalogue of Life.